# Muncar (Gemawang)
Muncar is een bestuurslaag in het regentschap Temanggung van de provincie Midden-Java, Indonesië. Muncar telt 4637 inwoners (volkstelling 2010).